# Falkenberger Rieselfelder
Die Falkenberger Rieselfelder sind ein 88,1 Hektar großes Naturschutz- und Natura-2000-Gebiet im Berliner Ortsteil Falkenberg im Bezirk Lichtenberg.

## Geschichte

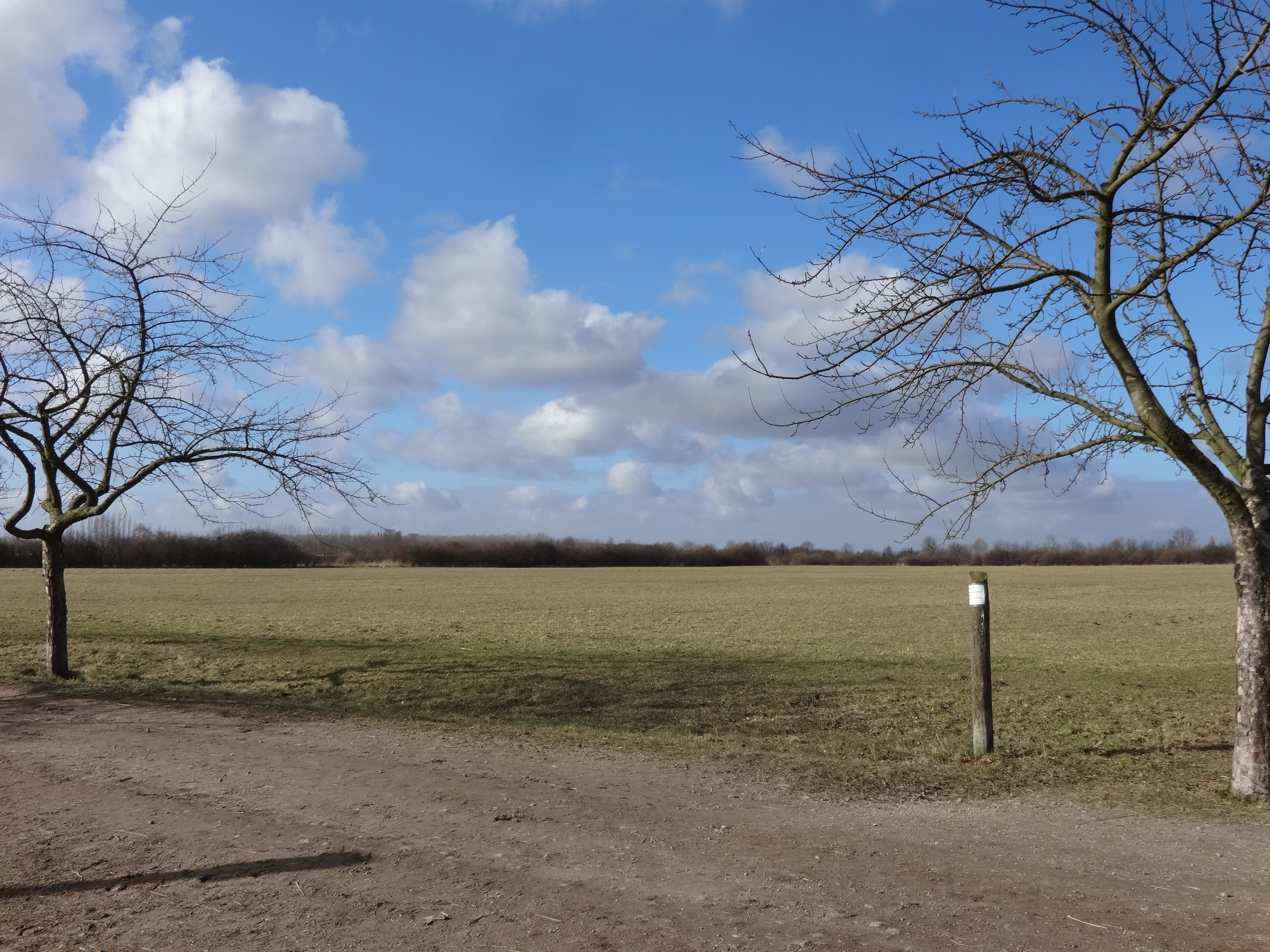
Heckrinderkoppel des NSG

Der Baustadtrat James Hobrecht legte Ende des 19. Jahrhunderts im Berliner Umland große Rieselfelder an und baute eine Kanalisation. Auf den Rieselfeldern wurde das Abwasser der Stadt durch Verrieselung gereinigt. Der Schlamm trocknete durch Versickerung völlig aus. Den wertvollen Dünger, der daraus gewonnen wurde, nahm man für die angelegten Rieselfelder und der sandige und nährstoffarme Boden wurde zum Getreide- und Gemüseanbau genutzt. Die Rieselfelder wurden um 1884 errichtet. In den 1950er und 1960er Jahren wurde bekannt, dass das Abwasser zunehmend mit Schadstoffen belastet war. Im Jahr 1968 wurde in Falkenberg eine Kläranlage in Betrieb genommen, daraufhin wurden die Rieselfelder nicht mehr benötigt. Am 29. März 1995 wurden die Falkenberger Rieselfelder unter Naturschutz gestellt. In dem unter Naturschutz gestellten Gebiet sind noch Reste wie Riesel- und Sickerbecken, Gräben und Hecken zu erkennen.

## Ausgestaltung
Das Gelände wird im Süden durch den Zehnrutenweg als Teil des Barnimer Dörferweges, im Westen durch den Berllpfuhl und im Osten durch den Millionengraben, einen großen Hauptentwässerungsgraben begrenzt. Nach Norden hin bildet die Grenze zum Land Brandenburg den Abschluss. Das Naturschutzgebiet wird durch den in der Mitte von Nordwesten nach Südosten verlaufenden Koppelgraben in zwei Bereiche unterteilt. Im oberen, nordwestlichen Teil befindet sich ein kleiner Laubwald, der von Staudenfluren umgeben ist. Daran schließen sich in östlicher Richtung weitläufige Koppeln an, auf der Heckrinder kultiviert werden. Der östlichste Teil sind Pferdekoppeln.

## Fauna und Flora
Im Gebiet sind neun von insgesamt zwölf in Berlin vorkommenden Amphibienarten nachgewiesen, darunter der Kammmolch und die Rotbauchunke. Diese beiden Arten führten dazu, dass das Naturschutzgebiet in das EU-Netz Natura 2000 aufgenommen wurde. Weiterhin können Besucher Erdkröten, Wechselkröten, aber auch Knoblauchkröten und Moorfrösche beobachten. Für sie wurden einzelne Senken vertieft, um die im Schutzgebiet auftretenden starken Wasserschwankungen aufzufangen. Je nach Wasserstand können der Rothalstaucher, aber auch Graugänse beobachtet werden.
Neben den Amphibien nisten in dem Gebiet die Feldlerche, die Grauammer, das Braunkehlchen, das Schwarzkehlchen sowie die Wachtel und der Kiebitz. Für den ebenfalls wieder heimisch gewordenen Mäusebussard stellte die Senatsverwaltung Holzpfähle auf, um den Raubvogel bei seiner Jagd zu unterstützen.
Die weitläufigen Wiesenflächen werden von einer Herde Heckrinder beweidet. Dadurch kann die Verbuschung aufgehalten werden, wodurch die Freiflächen erhalten bleiben.